# 鼠と竜のゲーム
『鼠と竜のゲーム』（ねずみとりゅうのゲーム、原題:The Game of Rat and Dragon）は、コードウェイナー・スミスによる短編小説。1955年発表。また、短編集『The Best of Cordwainer Smith』を日本で翻訳し、2分冊発売した際の短編集の1冊目の表題。
遠い未来。人類は、平面航法を用いて光速限界を超え、はるか遠くの宇宙にまで進出していた。
しかし、平面航法での移動は竜と呼ばれる正体不明の存在に脅かされていた。竜に襲われた者は突然死や精神異常を起こすのである。竜は非常に強い光によって破壊することは可能だったが、移動速度が速く、困難であった。
ところが、この竜が何故か猫には鼠として認識されるのだった。
知能強化された猫とテレパシーでつながったパートナーの人間（ピンライターと呼称される）とが宇宙船を護るために戦う。

## 収録書籍
- 『The Best of Cordwainer Smith』 ISBN 978-0345245816
  - 『鼠と竜のゲーム』ハヤカワ文庫SF ISBN 978-4150104719
上記を翻訳し2分冊出版したものの1冊目。本作（伊藤典夫訳）が収録されている。伊藤典夫、浅倉久志訳。
- 『The Rediscovery of Man: The Complete Short Science Fiction of Cordwainer Smith』 （1993）
  - 『スキャナーに生きがいはない──人類補完機構全短篇1』ハヤカワ文庫SF、伊藤典夫、浅倉久志訳、2016

## 影響を受けた作品
- 『《神獣聖戦》シリーズ』山田正紀 - 著者あとがきに本作品の名が挙げられている。